# Kosmos 133
Kosmos 133 war die Tarnbezeichnung für den ersten, noch unbemannten Testflug des sowjetischen Sojus-Raumschiffs von 28. bis 30. November 1966.

## Vorbereitung
Das sowjetische Konstruktionsbüro OKB-1 unter der Leitung von Sergei Koroljow hatte für das sowjetische Mondprogramm ein mehrsitziges, kopplungsfähiges Raumschiff namens Sojus entwickelt.
Im Sommer und Herbst 1966 näherte sich die Entwicklung dem Ende, jedoch gab es noch einige Probleme zu lösen. Unter anderem funktionierten die Fallschirme noch nicht zuverlässig. Bei einem Test der Reserveschirme am 3. November 1966 versagten diese, und die Raumschiffattrappe zerschellte am Boden.
Die ersten beiden Sojus-Exemplare unterschieden sich durch ihre Kopplungsadapter. Das Raumschiff mit der Seriennummer 1 (s/n 1) war vom Typ 7K-OK (P) und hatte einen passiven Adapter, s/n 2 war vom Typ 7K-OK (A) und hatte das aktive Gegenstück.
Geplant war ein Doppelstart im Abstand von 24 Stunden. Das aktive Raumschiff sollte zuerst starten und später mit dem passiven im Orbit ein Rendezvous und eine Kopplung durchführen. Sofern nach dem Einschuss in den Orbit der Abstand der beiden Raumfahrzeuge weniger als 20 km betrug, könnte das Rendezvous sofort eingeleitet werden. Bei einer größeren Entfernung müssten 24 Stunden für Kurskorrekturen verwendet werden.
Beide Raumschiffe sollten nach je vier Tagen Flug auf dem Gebiet der Sowjetunion landen und von Rettungstrupps geborgen werden, wie es auch bei bemannten Missionen der Fall war.
Der nächste Doppelstart würde dieses Manöver im Dezember 1966 oder Januar 1967 mit zwei bemannten Raumschiffen durchführen.
Am 26. November 1966 wurden die zwei Sojus-Raketen zu zwei verschiedenen Startrampen des Startgeländes Baikonur gerollt.

## Flugverlauf
Das erste Raumschiff mit Seriennummer 2 startete am 28. November 1966 um 11:00:00 UT von der Startrampe 31 in Baikonur und erhielt die Bezeichnung Kosmos 133. Im Falle eines Fehlstarts wäre es ohne Nummer geblieben. Der Einschuss in die Erdumlaufbahn erfolgte problemlos.
Einige Stunden später zündete Kosmos 133 aus ungeklärten Gründen seine Lagereglungstriebwerke und verbrauchte innerhalb von 15 Minuten fast den ganzen Treibstoff, der für das Rendezvous vorhergesehen war. Das Raumschiff rotierte nun mit etwa 2 Umdrehungen pro Minute. Unter diesen Umständen war die vorgesehene Mission nicht mehr durchführbar, und der Start des zweiten Raumschiffs wurde abgesagt.
Die Flugleitung versuchte am nächsten Tag, die Rotation durch Zündung anderer Düsen zu stoppen, das Raumschiff korrekt auszurichten und die Bremszündung für eine Rückkehr zur Erde durchzuführen. Dieser Versuch wurde jedoch abgebrochen, als nicht klar war, ob das Raumschiff die Funksignale korrekt empfangen hatte. Später musste eine Zwangspause eingelegt werden, weil die Flugbahn nicht mehr über die Sowjetunion führte. Es war nicht klar, ob in dieser Zeit die sich verringernde Bahnhöhe dazu führte, dass Kosmos 133 in der Erdatmosphäre verglühte, weshalb mehrere Kommandos gegeben wurden, auf eine höhere Bahn zu steuern.
Am nächsten Morgen konnten per Telemetrie die Auswirkungen dieser Kommandos ausgelesen werden. In allen drei Fällen hatten die Triebwerke zwar gezündet, jedoch geriet das Raumschiff darauf in Schwingungen, weshalb die Triebwerke automatisch abgeschaltet wurden.
Schließlich konnte per Funk die Bremszündung ausgelöst werden, die Landung wurde für 11:32 UT am 30. November 1966 erwartet. Das Triebwerk hatte jedoch wieder vorzeitig abgeschaltet, so dass sich Kosmos 133 zwar auf Erdkurs befand, aber nicht auf der vorhergesehenen Bahn. Für den Fall, dass das Raumschiff außerhalb der Sowjetunion niedergehen könnte, war ein automatischer Selbstzerstörungsmechanismus eingebaut. Die Flugleitung ging davon aus, dass Kosmos 133 um 10:21 UT explodierte, nachdem es Orsk überquerte, aber bevor es in China niedergehen konnte. Eine mehrtägige Suche nach Trümmern blieb erfolglos.

## Die Untersuchung
Eine Untersuchungskommission legte am 9. Dezember ihren Bericht vor. Der Fehlschlag lag nicht in Entwicklungs- oder Konstruktionsfehlern begründet, sondern die unter Zeitdruck durchgeführten mangelhaften Tests ließen Fehler bei der Montage unentdeckt bleiben. Da beim Test vor dem Start das Risiko der Kontamination der Solarflächen durch die Abgase der Lagereglungstriebwerke entdeckt worden war, ordnete der maßgeblich an der Konstruktion beteiligte Konstantin Feoktistow die Drehung aller Lagereglungsblöcke um 180° und die Umpolung der betroffenen Steuerleitungen bei den bereits in der Bodentestung befindlichen Raumschiffen s/n 1 und s/n 2 an. Zwar erfolgte die Änderung der Orientierung der Triebwerke, in der langen Kette von Genehmigungen und Freigaben wurde jedoch unter dem Zeitdruck der bereits kurz bevorstehenden Starts trotzdem mit einer falschen Polung verkabelt. Da sich die beiden Raumschiffe bereits auf dem Kosmodrom befanden, wurden diese kurzfristig realisierten Modifikationen nicht mehr ausreichend getestet.
Der Leiter des sowjetischen Raumfahrtprogramms, Wassili Mischin, und der Vorsitzende der Staatskommission, Kerim Kerimow, stimmten darin überein, dass die Mission mit einem Kosmonauten an Bord erfolgreich verlaufen wäre. Ein im Raumschiff befindlicher Kosmonaut hätte die inverse Ausführung von Steuerbefehlen mit Sicherheit bemerkt und die Automatik abgeschaltet, wie es bei den Sojus-Raumschiffen erstmals, allerdings erst auf energisches Insistieren seitens der Kosmonauten und Nikolai Kamanins hin, möglich war. Nach Rücksprache mit der Flugleitung hätten korrigierte manuelle Lagereglungskommandos ein erfolgreiches Manövrieren sehr wahrscheinlich ermöglicht.
Der Start der zweiten Sojus wurde nunmehr für den Zeitraum zwischen dem 15. und 18. Dezember angesetzt, der erste bemannte Flug einer Sojus sollte am 19. Januar 1967 folgen.
Der Verlust des Raumschiffs machte deutlich, dass keine Pläne für den Fall existierten, dass ein sowjetisches Raumschiff außerhalb der Sowjetunion geborgen werden musste.

## Die Katastrophe beim nächsten Sojus-Start
Am 12. Dezember 1966 wurde die Sojus-Rakete mit dem Raumschiff Nr. 1 zur Startrampe 31 gerollt. Der Start war für den 14. Dezember um 16.00 Uhr Ortszeit geplant.
Als die Triebwerke gezündet wurden, arbeiteten sie jedoch nicht mit voller Leistung, die Rakete blieb auf der Plattform. Später stellte sich heraus, dass ein fehlerhaftes Sauerstoffventil verhinderte, dass alle Triebwerke korrekt arbeiteten. Dadurch entwickelte die Rakete nicht genügend Schub und blieb ungesichert auf der Rampe.
Nach einer halben Stunde Wartezeit machte sich das Personal daran, die Rakete zu sichern und zu enttanken. Plötzlich zündete der Rettungsturm und zog das Sojus-Raumschiff etwa 600 Meter in die Höhe. Das Raumschiff landete in etwa 300 Meter Entfernung zur Startrampe.
Durch die Zündung des Rettungsturms wurde die Rakete in Brand gesetzt. Das Personal brachte sich in Sicherheit, teilweise entfernten sich die Techniker so weit wie möglich vom Startturm, teilweise kauerten sie sich hinter eine Betonmauer. Als das Feuer jedoch nach etwa zwei Minuten die erste Raketenstufe zur Explosion brachte, konnte die Betonmauer keinen Schutz bieten, und die Menschen dort wurden getötet oder verletzt.
Die Starteinrichtung war auf Monate unbrauchbar, selbst Gebäude in einem Kilometer Entfernung wurden beschädigt.
Die Katastrophe hatte zweierlei Auslöser. Das fehlerhafte Sauerstoffventil hätte für sich genommen nur zu einer Startverzögerung von einigen Tagen geführt. Erst die ungewollte Zündung des Rettungsturms hatte zum Verlust von Menschenleben, Rakete und Starteinrichtung geführt. Es stellte sich heraus, dass beim Entwurf des Rettungsturms ein logischer Fehler gemacht worden war: statt der geplanten drei Möglichkeiten, die Feststoffrakete zu zünden, gab es tatsächlich vier. Diese  vierte Möglichkeit wurde dadurch ausgelöst, dass die Rakete längere Zeit ohne externe Stromversorgung unbewegt auf der Rampe stand (wird nach dem Startsignal ohne geänderte Signale des Inertialsystems interpretiert als Startbeginn zum Beginn des senkrechten Aufstiegs), jedoch die Erdrotation nach ca. einer halben Stunde im Lageregelungssystem eine Abweichung von der ursprünglichen Orientierung zur Startzeit von mehr als 8° verursachte, die als ein Abbruchkriterium galt. Somit hatte eine mangelhaft entworfene Sicherheitseinrichtung größeren Schaden verursacht, als wenn diese Einrichtung nicht zur Verfügung gestanden hätte.

## Auswirkungen auf das Sojus-Programm
Die sowjetische Raumfahrt hatte einen schweren Rückschlag auf mehreren Ebenen zu überwinden. Die zwei ersten Exemplare des neuen Sojus-Raumschiffs waren verloren gegangen. Es bestand die Möglichkeit, dass der Entwurf von Rakete und Raumschiff noch weitere Fehler enthielt. Das Raumschiff hatte im Orbit nicht unter Kontrolle gebracht werden können. Die Bergung eines Raumschiffes, das außerhalb der Sowjetunion landen müsste, war noch nicht befriedigend geregelt.
Dennoch blieb das Ziel bis zum 7. November 1967, dem 50. Jahrestag der Oktoberrevolution, eine bemannte Mondumrundung durchzuführen. Dazu waren noch vier unbemannte Starts der Variante 7K-L1 des Sojus-Raumschiffs notwendig, das bisher ebenso wenig getestet worden war wie die neue spezielle Version der Proton-Trägerrakete UR-500K.
Der weitere Plan sah einen unbemannten Einzelstart eines Sojus-Raumschiffes am 15. Januar 1967 vor, entweder mit der Seriennummer 3 oder mit der Nr. 5. Ein bemannter Doppelflug sollte bald darauf folgen, frühestens aber im März 1967.

## Vergleich mit dem US-Raumfahrtprogramm
In den USA war am 15. November 1966 mit der Landung von Gemini 12 das Gemini-Programm beendet worden. Seit März 1965 hatte die NASA zehn bemannte Raumflüge durchgeführt und hatte stets neue Erst- und Bestleistungen zu vermelden. Ein Langzeitflug mit Gemini 7 hatte den Rekord auf knapp 14 Tage geschraubt. Die Gemini-Raumschiffe konnten bei Rendezvous präzise manövriert werden und Kopplungen im All stellten kein Problem mehr dar. Nach fünf Weltraumausstiegen hatte man die Schwierigkeiten in diesem Bereich ebenfalls überwunden. Das neue Apollo-Raumschiff hatte drei unbemannte Flüge bereits hinter sich, der erste bemannte Start war für Frühling 1967 geplant.
Die Sowjetunion hatte dagegen seit März 1965 keinen bemannten Raumflug mehr durchgeführt, der einzige Weltraumausstieg (Woschod 2) hatte nur wenige Minuten gedauert und war auch ohne besondere Anforderungen problematisch verlaufen. Das neue Sojus-Raumschiff, das der amerikanischen Apollo ebenbürtig sein sollte, hatte nur einen einzigen unbemannten Flug hinter sich, der mit dem Verlust des Raumschiffs endete. Zudem wurden Auswahl und Ausbildung der Kosmonauten durch interne Rivalitäten stark beeinträchtigt.